# Безпритульний спортсмен
«Безпритульний спортсмен» (рос. «Беспризорный спортсмен») — радянський короткометражний художній фільм-комедія 1926, знятий на 1-й фабриці Держкіно. Фільм зберігся не повністю.

## Сюжет
Телеграфний службовець, щоб не відставати від коханої дівчини-спортсменки, теж вирішив зайнятися спортом.

## У ролях
- Лев Константиновський —  телеграфіст Гавриїл Сироткін
- Л. Єфремова —  дівчина Льоля
- Владислав Тарасов —  спортінструктор Чугунов
- Олександр Чистяков — епізод

## Знімальна група
- Режисери — Микола Богданов, Микола Бравко, Лев Константиновський
- Сценаристи — Микола Богданов, Микола Бравко, Лев Константиновський
- Оператори — П. Берьозкін, М. Лідер